# Јордан Ерчевић
Јордан Ерчевић (Доња Бресница, 1944) је српски сликар.

## Биографија
Јордан Ерчевић је завршио школу за примењену уметност Ђорђе Крстић у Нишу на сликарском одсеку 1965. године. Академију за примењену уметност у Београду завршио је на вајарском одсеку 1971. године. Од 1974. организује и води школу цртања у Центру за културу Застава у Крагујевцу. Од 2004. организује и води дечију радионицу акварела. За 40 година уметничког рада имао је 30 самосталних изложби у земљи и иностранству, учествовао на 80 колективних манифестација и смотри (Октобарски салон, Годишње изложбе УЛУС-а...) и на 15 уметничких колонија у земљи и иностранству (Сићево, Ечка, Варшава, Бјелско Бјала, Москва...). Учествовао је на 13 хуманитарних аукција слика. Живи и ради у Крагујевцу.